# Schœneck
Schœneck – miejscowość i gmina we Francji, w regionie Grand Est, w departamencie Mozela.
Według danych na rok 1990 gminę zamieszkiwało 2375 osób, a gęstość zaludnienia wynosiła 585 osób/km² (wśród 2335 gmin Lotaryngii Schœneck plasuje się na 182. miejscu pod względem liczby ludności, natomiast pod względem powierzchni na miejscu 1091.).